# Eremiaphila cordofan
Eremiaphila cordofan es una especie de mantis de la familia Eremiaphilidae.

## Distribución geográfica
Se encuentra en Kenia Uganda y Sudán.